# 上方漫才大賞
上方漫才大賞（かみがたまんざいたいしょう）は、上方の漫才を育て顕彰する目的で1966年（昭和41年）にラジオ大阪（OBC）が設立した賞。通称「上漫（かみまん）」。漫才関係で最も古い歴史を持つ賞で、1999年（平成11年）からは関西テレビ放送が主催社に加わっている。
「大賞」については、複数の候補（ノミネート芸人）をあらかじめ審査した後に、発表会で明らかにされる。例年は、この発表会が4月中の土曜日の午後に一般公開方式で催されていて、「奨励賞」と「新人賞」をノミネート芸人による漫才の競演（ネタバトル）で決める場にもなっている（後述）。
2005年（平成17年）の第40回以降の発表会では、関西テレビとラジオ大阪で関西ローカル向けに同時生中継を実施している。

## 概要
現存する漫才コンクールでは唯一、年齢・芸歴を問わず、全ての漫才師から賞を選出。開催地の大阪府を含む京都周辺の地域を指す「上方」をコンクールの名称に用いているが、他の地域を拠点に活動中の芸人にも門戸を開いている。ちなみに、かつては読売テレビ（関西テレビと同じ在阪の民放テレビ単営局）も上方お笑い大賞（落語家やピン芸人を含めた全てのお笑い芸人が対象のコンクール）を主催していたが、2006年限りで終了している。
発表会は第一回は大阪サンケイホール、後長らくオリックス劇場（旧大阪厚生年金会館大ホール）で催されているが、2010年から2014年までは御堂会館、2016年には梅田芸術劇場、2021年から2023年まではCOOL JAPAN PARK OSAKAを使用していた。
例年は一般客による発表会の観覧を有料で認めていて、関西テレビとラジオ大阪で観覧希望者を募集している。2015年の第50回発表会では、50回記念企画として、特典付きのプレミアムシートを別途販売していた。また、この大会から各賞の賞金と審査方法を変更。各賞のノミネート芸人については、インターネットで開催前に実施する投票の結果を加味したうえで、あらかじめ選出するようになった。また、新人賞に加えて、奨励賞でもノミネート芸人が発表会でネタを披露した後に受賞者を決定。さらに、新人賞・奨励賞とも、発表会の放送中に視聴者が「かみまん投票」（インターネット経由での投票システム）を通じて審査に参加できるようになった。
なお、2020年の初頭から日本国内で新型コロナウイルスの感染が拡大していることを背景に、2020年の第55回は劇場からの生放送や奨励賞・新人賞の選考を中止。大賞の授与式のみ実施したほか、テレビ・ラジオとも事前に収録した内容を放送した、2021年の第56回で、選考会・発表会・生放送・「かみまん投票」を再開。エースコックが冠スポンサーに付いたことによって、「エースコックpresents 上方漫才大賞」というタイトルが使われている。ただし、発表会の無料観覧募集までは実施せず、有料の前売券を購入した観覧客にのみTTホールへの入場を認めていた。もっとも、「エースコックの冠大会」として開催されたのは第56回のみで、2023年の第58回では例年より遅い5月27日に発表会が組まれている。

### 受賞者について
大賞の最年少受賞記録は、ダウンタウンの25歳（第24回・1989年）。ダウンタウンは芸歴7年目での大賞受賞であり、これはデビューから大賞受賞までの最短記録である。
結成から大賞受賞までの最短記録は、フットボールアワーの5年（第39回・2004年）。
大賞の最多受賞はオール阪神・巨人の4回。
第10回（1975年）から第56回（2021年）までの大賞受賞者は、奨励賞、新人賞、新人奨励賞、特別賞のいずれかを受賞している。第57回（2022年）でミルクボーイが受賞し、第9回（1974年）の三人奴以来、48年ぶりの奨励賞、新人賞を受賞していない大賞受賞者となった。

## 賞の一覧
- 大賞：上方漫才界のすべての漫才師の中でその年最も活躍した漫才師に贈られる。受賞者に記念オブジェ（銀皿、松並義孝作）・賞金200万円が贈呈される。
- 奨励賞：大賞に準ずる賞で、中堅級のキャリアが目安となる。記念トロフィー・賞金150万円が贈呈される。
- 新人賞：第1回から第35回までと、第45回からは新人部門の1位。第36回から第44回までは優秀新人賞に次ぐ新人部門の2位。記念トロフィー・賞金100万円が贈呈される。

第49回（2014年）までは、大賞と奨励賞は審査委員会の事前選考によって当日に発表され、新人賞についてはノミネートされた芸人5組のネタバトルによって行われてきた。第50回（2015年）からは、奨励賞についてもノミネート芸人5組によるネタバトルが行われるようになるとともに、新人賞のノミネート芸人が7組へと増加した。

## 受賞者
|               | 大賞                      | 奨励賞                                     | 新人賞                                     |                        |                        |                        |
| ------------- | ------------------------- | ------------------------------------------ | ------------------------------------------ | ---------------------- | ---------------------- | ---------------------- |
| 第1回 1966年  | かしまし娘                | 島田洋之介・今喜多代                       | 若井はんじ・けんじ                         |                        |                        |                        |
|               | 大賞                      | 奨励賞                                     | 新人賞                                     | 特別賞                 |                        |                        |
| 第2回 1967年  | 海原お浜・小浜            | 鳳啓助・京唄子                             | 横山やすし・西川きよし                     | 砂川捨丸・中村春代     |                        |                        |
| 第3回 1968年  | 中田ダイマル・ラケット    | 漫画トリオ                                 | 若井ぼん・はやと                           | 三遊亭小円・木村栄子   |                        |                        |
|               | 大賞                      | 奨励賞                                     | 新人賞                                     |                        |                        |                        |
| 第4回 1969年  | 夢路いとし・喜味こいし    | フラワーショウ                             | 正司敏江・玲児                             |                        |                        |                        |
|               | 大賞                      | 奨励賞                                     | 新人賞                                     | 新人賞                 |                        |                        |
| 第5回 1970年  | 横山やすし・西川きよし    | 平和ラッパ・日佐丸                         | コメディNo.1                               | 鳳らん太・ゆう太       |                        |                        |
| 第6回 1971年  | 島田洋之介・今喜多代      | 横山ホットブラザーズ                       | レツゴー三匹                               | 中田カウス・ボタン     |                        |                        |
|               | 大賞                      | 奨励賞                                     | 新人賞                                     |                        |                        |                        |
| 第7回 1972年  | 宮川左近ショー            | チャンバラトリオ                           | 浮世亭三吾・十吾                           |                        |                        |                        |
| 第8回 1973年  | レツゴー三匹              | Wヤング                                    | はな寛太・いま寛大                         |                        |                        |                        |
| 第9回 1974年  | 三人奴                    | 人生幸朗・生恵幸子                         | トリオ・ザ・ミミック                       |                        |                        |                        |
|               | 大賞                      | 奨励賞                                     | 新人賞                                     | 新人賞                 |                        |                        |
| 第10回 1975年 | Wヤング                   | 青芝フック・キック                         | 海原かける・めぐる                         | 若井小づえ・みどり     |                        |                        |
|               | 大賞                      | 奨励賞                                     | 新人賞                                     |                        |                        |                        |
| 第11回 1976年 | チャンバラトリオ          | 上方柳次・柳太                             | オール阪神・巨人                           |                        |                        |                        |
| 第12回 1977年 | 横山やすし・西川きよし(2) | 若井ぼん・はやと                           | 浮世亭ジョージ・ケンジ                     |                        |                        |                        |
|               | 大賞                      | 奨励賞                                     | 新人賞                                     | 新人奨励賞             | 特別賞                 |                        |
| 第13回 1978年 | Wヤング(2)                | B&B                                        | 青芝まさお・あきら                         | 中田伸江・伸児         | 暁伸・ミスハワイ       |                        |
| 第14回 1979年 | コメディNo.1              | ちゃっきり娘                               | ザ・ぼんち                                 | Wさくらんぼ            | 中田ダイマル・ラケット |                        |
|               | 大賞                      | 奨励賞                                     | 新人賞                                     | 新人奨励賞             |                        |                        |
| 第15回 1980年 | 横山やすし・西川きよし(3) | 青芝フック・キック                         | 島田紳助・松本竜介                         | 青芝金太・紋太         |                        |                        |
|               | 大賞                      | 奨励賞                                     | 新人賞                                     | 新人奨励賞             | 新人奨励賞             | 審査員特別賞           |
| 第16回 1981年 | ザ・ぼんち                | オール阪神・巨人                           | 春やすこ・けいこ                           | 海原さおり・しおり     | 太平サブロー・シロー   | 横山やすし・西川きよし |
|               | 大賞                      | 奨励賞                                     | 新人賞                                     | 新人奨励賞             |                        |                        |
| 第17回 1982年 | オール阪神・巨人          | 今いくよ・くるよ                           | 太平サブロー・シロー                       | ミヤ蝶美・蝶子         |                        |                        |
| 第18回 1983年 | オール阪神・巨人(2)       | 若井小づえ・みどり                         | ミヤ蝶美・蝶子                             | やすえ・やすよ         |                        |                        |
| 第19回 1984年 | 今いくよ・くるよ          | 西川のりお・上方よしお                     | 宮川大助・花子                             | トミーズ               |                        |                        |
|               | 大賞                      | 奨励賞                                     | 新人賞                                     | 新人奨励賞             | 新人奨励賞             |                        |
| 第20回 1985年 | オール阪神・巨人(3)       | 太平サブロー・シロー                       | トミーズ                                   | ちゃらんぽらん         | ハイヒール             |                        |
|               | 大賞                      | 奨励賞                                     | 新人賞                                     | 新人奨励賞             |                        |                        |
| 第21回 1986年 | 太平サブロー・シロー      | 宮川大助・花子                             | パート2                                    | ダウンタウン           |                        |                        |
|               | 大賞                      | 奨励賞                                     | 奨励賞                                     | 新人賞                 | 新人奨励賞             | 特別賞                 |
| 第22回 1987年 | 宮川大助・花子            | 大木こだま・ひびき                         | ダウンタウン                               | 非常階段               | まるむし商店           | 夢路いとし・喜味こいし |
|               | 大賞                      | 奨励賞                                     | 新人賞                                     | 新人奨励賞             |                        |                        |
| 第23回 1988年 | 若井小づえ・みどり        | ダウンタウン                               | 清水圭・和泉修                             | ビッグブラザーズ       |                        |                        |
| 第24回 1989年 | ダウンタウン              | トミーズ                                   | ビッグブラザーズ                           | 月亭かなめ・ぜんじろう |                        |                        |
| 第25回 1990年 | 宮川大助・花子(2)         | 中田カウス・ボタン                         | どんきほ〜て                               | ベイブルース           |                        |                        |
| 第26回 1991年 | 中田カウス・ボタン        | トミーズ                                   | ティーアップ                               | ぴのっきお             |                        |                        |
|               | 大賞                      | 奨励賞                                     | 新人賞                                     | 新人奨励賞             | 特別賞                 |                        |
| 第27回 1992年 | トミーズ                  | 大木こだま・ひびき                         | 犬丸兄弟                                   | よゐこ                 | 暁伸・ミスハワイ       |                        |
|               | 大賞                      | 奨励賞                                     | 新人賞                                     | 新人奨励賞             |                        |                        |
| 第28回 1993年 | トミーズ(2)               | 横山たかし・ひろし                         | トゥナイト                                 | 雨上がり決死隊         |                        |                        |
|               | 大賞                      | 奨励賞                                     | 新人賞                                     | 新人奨励賞             | 審査員特別賞           |                        |
| 第29回 1994年 | 横山たかし・ひろし        | 酒井くにお・とおる                         | 千原兄弟                                   | ますだおかだ           | 横山ホットブラザーズ   |                        |
|               | 大賞                      | 奨励賞                                     | 新人賞                                     | 新人奨励賞             | 審査員特別表彰         |                        |
| 第30回 1995年 | ハイヒール                | 里見まさと・亀山房代                       | 中川家                                     | 海原やすよ・ともこ     | ベイブルース           |                        |
|               | 大賞                      | 奨励賞                                     | 新人賞                                     | 新人奨励賞             | 審査員特別賞           |                        |
| 第31回 1996年 | 大木こだま・ひびき        | どんきほ〜て                               | ジャリズム                                 | 高僧・野々村           | 横山やすし・西川きよし |                        |
|               | 大賞                      | 奨励賞                                     | 新人賞                                     | 新人奨励賞             |                        |                        |
| 第32回 1997年 | 酒井くにお・とおる        | おかけんた・ゆうた                         | 海原やすよ・ともこ                         | こん松・せんべい       |                        |                        |
| 第33回 1998年 | 里見まさと・亀山房代      | トゥナイト                                 | ハリガネロック                             | 2丁拳銃                |                        |                        |
| 第34回 1999年 | おかけんた・ゆうた        | ちゃらんぽらん                             | アメリカザリガニ                           | りあるキッズ           |                        |                        |
|               | 大賞                      | 奨励賞                                     | 新人賞                                     | 新人奨励賞             | 特別功労賞             |                        |
| 第35回 2000年 | ちゃらんぽらん            | 海原はるか・かなた                         | シンクタンク                               | スクラッチ             | 夢路いとし・喜味こいし |                        |
|               | 大賞                      | 奨励賞                                     | 優秀新人賞                                 | 新人賞                 |                        |                        |
| 第36回 2001年 | 中田カウス・ボタン(2)     | ますだおかだ                               | COWCOW                                     | キングコング           |                        |                        |
|               | 大賞                      | 優秀新人賞                                 | 新人賞                                     |                        |                        |                        |
| 第37回 2002年 | ますだおかだ              | フットボールアワー                         | ブラックマヨネーズ                         |                        |                        |                        |
|               | 大賞                      | 奨励賞                                     | 優秀新人賞                                 | 新人賞                 |                        |                        |
| 第38回 2003年 | 横山ホットブラザーズ      | アメリカザリガニ                           | チョップリン                               | 笑い飯                 |                        |                        |
| 第39回 2004年 | フットボールアワー        | ティーアップ                               | せんたくばさみ                             | チュートリアル         |                        |                        |
| 第40回 2005年 | 中田カウス・ボタン(3)     | メッセンジャー                             | 南海キャンディーズ                         | 麒麟                   |                        |                        |
| 第41回 2006年 | 大木こだま・ひびき(2)     | 安田大サーカス                             | NON STYLE                                  | アジアン               |                        |                        |
| 第42回 2007年 | メッセンジャー            | 矢野・兵動                                 | なすなかにし                               | のろし                 |                        |                        |
| 第43回 2008年 | ティーアップ              | 海原やすよ・ともこ                         | ギャロップ                                 | 鎌鼬                   |                        |                        |
| 第44回 2009年 | 矢野・兵動                | シンデレラエキスプレス                     | ジャルジャル                               | ダイアン               |                        |                        |
|               | 大賞                      | 奨励賞                                     | 新人賞                                     |                        |                        |                        |
| 第45回 2010年 | 中川家                    | 笑い飯                                     | スマイル                                   |                        |                        |                        |
| 第46回 2011年 | ブラックマヨネーズ        | 千鳥                                       | 銀シャリ                                   |                        |                        |                        |
| 第47回 2012年 | 海原やすよ ともこ         | シャンプーハット                           | プラスマイナス                             |                        |                        |                        |
| 第48回 2013年 | 千鳥                      | テンダラー                                 | プリマ旦那                                 |                        |                        |                        |
| 第49回 2014年 | 笑い飯                    | ダイアン                                   | 学天即                                     |                        |                        |                        |
| 第50回 2015年 | テンダラー                | 学天即                                     | 吉田たち                                   |                        |                        |                        |
| 第51回 2016年 | オール阪神・巨人(4)       | 銀シャリ                                   | コマンダンテ                               |                        |                        |                        |
| 第52回 2017年 | 海原やすよ ともこ(2)      | スーパーマラドーナ                         | トット                                     |                        |                        |                        |
| 第53回 2018年 | ダイアン                  | 和牛                                       | 祇園                                       |                        |                        |                        |
| 第54回 2019年 | 中川家(2)                 | かまいたち                                 | ミキ                                       |                        |                        |                        |
| 第55回 2020年 | シャンプーハット          | 新型コロナウイルス感染拡大の影響で選考中止 | 新型コロナウイルス感染拡大の影響で選考中止 |                        |                        |                        |
| 第56回 2021年 | かまいたち                | プラス・マイナス                           | ネイビーズアフロ                           |                        |                        |                        |
| 第57回 2022年 | ミルクボーイ              | ミキ                                       | ニッポンの社長                             |                        |                        |                        |
| 第58回 2023年 | プラス・マイナス          | 吉田たち                                   | カベポスター                               |                        |                        |                        |
| 第59回 2024年 | 笑い飯(2)                 | 見取り図                                   | 天才ピアニスト                             |                        |                        |                        |
| 第60回 2025年 | 銀シャリ                  | ヘンダーソン                               | 豪快キャプテン                             |                        |                        |                        |

## 候補者
| 新人賞・奨励賞・大賞 | 新人賞・奨励賞・大賞                       | 新人賞・奨励賞・大賞                       | 新人賞・奨励賞・大賞                       | 新人賞・奨励賞・大賞                       | 新人賞・奨励賞・大賞                       | 新人賞・奨励賞・大賞                       | 新人賞・奨励賞・大賞                       |
| 第50回 （2015年）    | 新人賞                                     | 新人賞                                     | 新人賞                                     | 新人賞                                     | 新人賞                                     | 新人賞                                     | 新人賞                                     |
| -------------------- | ------------------------------------------ | ------------------------------------------ | ------------------------------------------ | ------------------------------------------ | ------------------------------------------ | ------------------------------------------ | ------------------------------------------ |
| 第50回 （2015年）    | アキナ                                     | 尼神インター                               | コマンダンテ                               | シンクロック                               | ブランケット                               | 和牛                                       | 吉田たち                                   |
| 第50回 （2015年）    | 奨励賞                                     |                                            |                                            |                                            |                                            |                                            |                                            |
| 第50回 （2015年）    |                                            | 学天即                                     | オジンオズボーン                           | かまいたち                                 | 銀シャリ                                   | 藤崎マーケット                             |                                            |
| 第50回 （2015年）    | 大賞                                       |                                            |                                            |                                            |                                            |                                            |                                            |
| 第50回 （2015年）    |                                            |                                            | ザ・ぼんち                                 | テンダラー                                 | NON STYLE                                  |                                            |                                            |
| 第51回 （2016年）    | 新人賞                                     | 新人賞                                     | 新人賞                                     | 新人賞                                     | 新人賞                                     | 新人賞                                     | 新人賞                                     |
| 第51回 （2016年）    | ミキ                                       | コマンダンテ                               | トット                                     | どんぐり兄弟                               | 尼神インター                               | アルミカン                                 | マルセイユ                                 |
| 第51回 （2016年）    | 奨励賞                                     |                                            |                                            |                                            |                                            |                                            |                                            |
| 第51回 （2016年）    |                                            | 銀シャリ                                   | チキチキジョニー                           | スーパーマラドーナ                         | なすなかにし                               | ジャルジャル                               |                                            |
| 第51回 （2016年）    | 大賞                                       |                                            |                                            |                                            |                                            |                                            |                                            |
| 第51回 （2016年）    |                                            |                                            | 海原やすよ ともこ                          | オール阪神・巨人                           | 中川家                                     |                                            |                                            |
| 第52回 （2017年）    | 新人賞                                     | 新人賞                                     | 新人賞                                     | 新人賞                                     | 新人賞                                     | 新人賞                                     | 新人賞                                     |
| 第52回 （2017年）    | ミキ                                       | 霜降り明星                                 | 尼神インター                               | アルミカン                                 | ネイビーズアフロ                           | トット                                     | 見取り図                                   |
| 第52回 （2017年）    | 奨励賞                                     |                                            |                                            |                                            |                                            |                                            |                                            |
| 第52回 （2017年）    |                                            | 吉田たち                                   | スーパーマラドーナ                         | 和牛                                       | なすなかにし                               | アキナ                                     |                                            |
| 第53回 （2018年）    | 新人賞                                     | 新人賞                                     | 新人賞                                     | 新人賞                                     | 新人賞                                     | 新人賞                                     | 新人賞                                     |
| 第53回 （2018年）    | アルミカン                                 | ネイビーズアフロ                           | 祇園                                       | マルセイユ                                 | 見取り図                                   | 霜降り明星                                 | さや香                                     |
| 第53回 （2018年）    | 奨励賞                                     |                                            |                                            |                                            |                                            |                                            |                                            |
| 第53回 （2018年）    |                                            | かまいたち                                 | ジャルジャル                               | なすなかにし                               | アインシュタイン                           | 和牛                                       |                                            |
| 第54回 （2019年）    | 新人賞                                     | 新人賞                                     | 新人賞                                     | 新人賞                                     | 新人賞                                     | 新人賞                                     | 新人賞                                     |
| 第54回 （2019年）    | アルミカン                                 | たくろう                                   | マルセイユ                                 | さや香                                     | からし蓮根                                 | ネイビーズアフロ                           | ミキ                                       |
| 第54回 （2019年）    | 奨励賞                                     |                                            |                                            |                                            |                                            |                                            |                                            |
| 第54回 （2019年）    |                                            | アキナ                                     | なすなかにし                               | アインシュタイン                           | かまいたち                                 | ジャルジャル                               |                                            |
| 第55回 （2020年）    | 新型コロナウイルス感染拡大の影響で選考中止 | 新型コロナウイルス感染拡大の影響で選考中止 | 新型コロナウイルス感染拡大の影響で選考中止 | 新型コロナウイルス感染拡大の影響で選考中止 | 新型コロナウイルス感染拡大の影響で選考中止 | 新型コロナウイルス感染拡大の影響で選考中止 | 新型コロナウイルス感染拡大の影響で選考中止 |
| 第56回 （2021年）    | 新人賞                                     | 新人賞                                     | 新人賞                                     | 新人賞                                     | 新人賞                                     | 新人賞                                     | 新人賞                                     |
| 第56回 （2021年）    | エンペラー                                 | 風穴あけるズ                               | カベポスター                               | からし蓮根                                 | コウテイ                                   | ネイビーズアフロ                           | ラニーノーズ                               |
| 第56回 （2021年）    | 奨励賞                                     |                                            |                                            |                                            |                                            |                                            |                                            |
| 第56回 （2021年）    |                                            | アインシュタイン                           | 祇園                                       | プラス・マイナス                           | ミキ                                       | 見取り図                                   |                                            |
| 第57回 （2022年）    | 新人賞                                     | 新人賞                                     | 新人賞                                     | 新人賞                                     | 新人賞                                     | 新人賞                                     | 新人賞                                     |
| 第57回 （2022年）    | カベポスター                               | からし蓮根                                 | たくろう                                   | 天才ピアニスト                             | ニッポンの社長                             | フースーヤ                                 | もも                                       |
| 第57回 （2022年）    | 奨励賞                                     |                                            |                                            |                                            |                                            |                                            |                                            |
| 第57回 （2022年）    |                                            | 祇園                                       | すゑひろがりず                             | ミキ                                       | 見取り図                                   | ロングコートダディ                         |                                            |
| 第58回 （2023年）    | 新人賞                                     | 新人賞                                     | 新人賞                                     | 新人賞                                     | 新人賞                                     | 新人賞                                     | 新人賞                                     |
| 第58回 （2023年）    | カベポスター                               | さや香                                     | ダブルヒガシ                               | 天才ピアニスト                             | ドーナツ・ピーナツ                         | ハイツ友の会                               | 令和ロマン                                 |
| 第58回 （2023年）    | 奨励賞                                     |                                            |                                            |                                            |                                            |                                            |                                            |
| 第58回 （2023年）    |                                            | なすなかにし                               | ビスケットブラザーズ                       | 見取り図                                   | 吉田たち                                   | ロングコートダディ                         |                                            |
| 第59回 （2024年）    | 新人賞                                     | 新人賞                                     | 新人賞                                     | 新人賞                                     | 新人賞                                     | 新人賞                                     | 新人賞                                     |
| 第59回 （2024年）    | ぐろう                                     | 豪快キャプテン                             | ダブルヒガシ                               | 天才ピアニスト                             | ドーナツ・ピーナツ                         | バッテリィズ                               | フースーヤ                                 |
| 第59回 （2024年）    | 奨励賞                                     |                                            |                                            |                                            |                                            |                                            |                                            |
| 第59回 （2024年）    |                                            | すゑひろがりず                             | チキチキジョニー                           | ヘンダーソン                               | 見取り図                                   | ロングコートダディ                         |                                            |
| 第60回 （2025年）    | 新人賞                                     | 新人賞                                     | 新人賞                                     | 新人賞                                     | 新人賞                                     | 新人賞                                     | 新人賞                                     |
| 第60回 （2025年）    | オーパスツー                               | ぐろう                                     | 豪快キャプテン                             | ジョックロック                             | バッテリィズ                               | はるかぜに告ぐ                             | フースーヤ                                 |
| 第60回 （2025年）    | 奨励賞                                     |                                            |                                            |                                            |                                            |                                            |                                            |
| 第60回 （2025年）    |                                            | カベポスター                               | ダブルヒガシ                               | 天才ピアニスト                             | ヘンダーソン                               | マユリカ                                   |                                            |

## テレビ中継スタッフ
第59回（2024年4月13日放送分）
- 構成：萩原芳樹、小堂稔典、中野貴至
- 舞台監督：松上博明、徳永朗佳
- 音響・PA：中西俊介
- モニター：ズイコー21
- ムービングオペレーター：出馬勇人
- 美術：すくらんぶる
- メイク：powder（パウダー）
- ナレーション：北又ちゅん
- TD／SW：藤松智哉（カンテレ）
- CAM：岩崎裕司（カンテレ）
- VE：結城芳彦（カンテレ）
- MIX：中道尚宏（カンテレ）
- LD：二位裕之
- 音効：森原健晃
- MA：小鑓雄也
- 編集：藤崎一成、浜村典彦
- 技術協力：ウエストワン、大阪共立、エビスラボ、トニックファンクション
- 撮影協力：オリックス劇場
- TK：白石純子、松本美希
- CG：井口和俊
- タイトル：タイトルエイト
- 編成：宮下育雄・槌谷英孝（ともにカンテレ）
- 事業：大場雅・波多野彩（ともにカンテレ）
- 宣伝：森大成（カンテレ）
- AP：中村真優
- デスク：中越菜々子、吉原菜々子
- AD：緒方航平、笹橋功一、岩﨑彩
- ディレクター：兼子哲・猪原樂・牧野樹生・赤司京香（ともにカンテレ）
- 演出：木下裕正（カンテレ）
- 制作：カンテレ コンテンツ統括本部 制作局 制作部
- 制作著作：カンテレ（関西テレビ放送）

過去のスタッフ
- 構成：萩原芳樹、小堂稔典、中野貴至
- ムービングオペレーター：澤目薫
- CAM：宮田太（カンテレ）
- VE：松井勝正（カンテレ）
- MIX：中道尚宏（カンテレ）
- LD：大塚美穂
- 技術協力：関西ロケーションサービス
- 撮影協力：COOL JAPAN PARK OSAKA
- TK：小島由香、中嶋多美子
- タイトル：タイトルエイト
- 編成：廣瀬重之（カンテレ）
- 宣伝：春田享子・金叡珍（ともにカンテレ）
- ディレクター：芳仲真雪子（カンテレ）
- AD：川原悠・岡崎優（ともにカンテレ）
- プロデューサー：長野聡（カンテレ）

## 関連番組

### 上方漫才大賞の使者! 漫才マン
毎年上方漫才大賞を盛り上げるため直前に放送される漫才特別番組。
基本関西ローカルだがフジテレビで放送されたことがある。